# Watervalderbeek

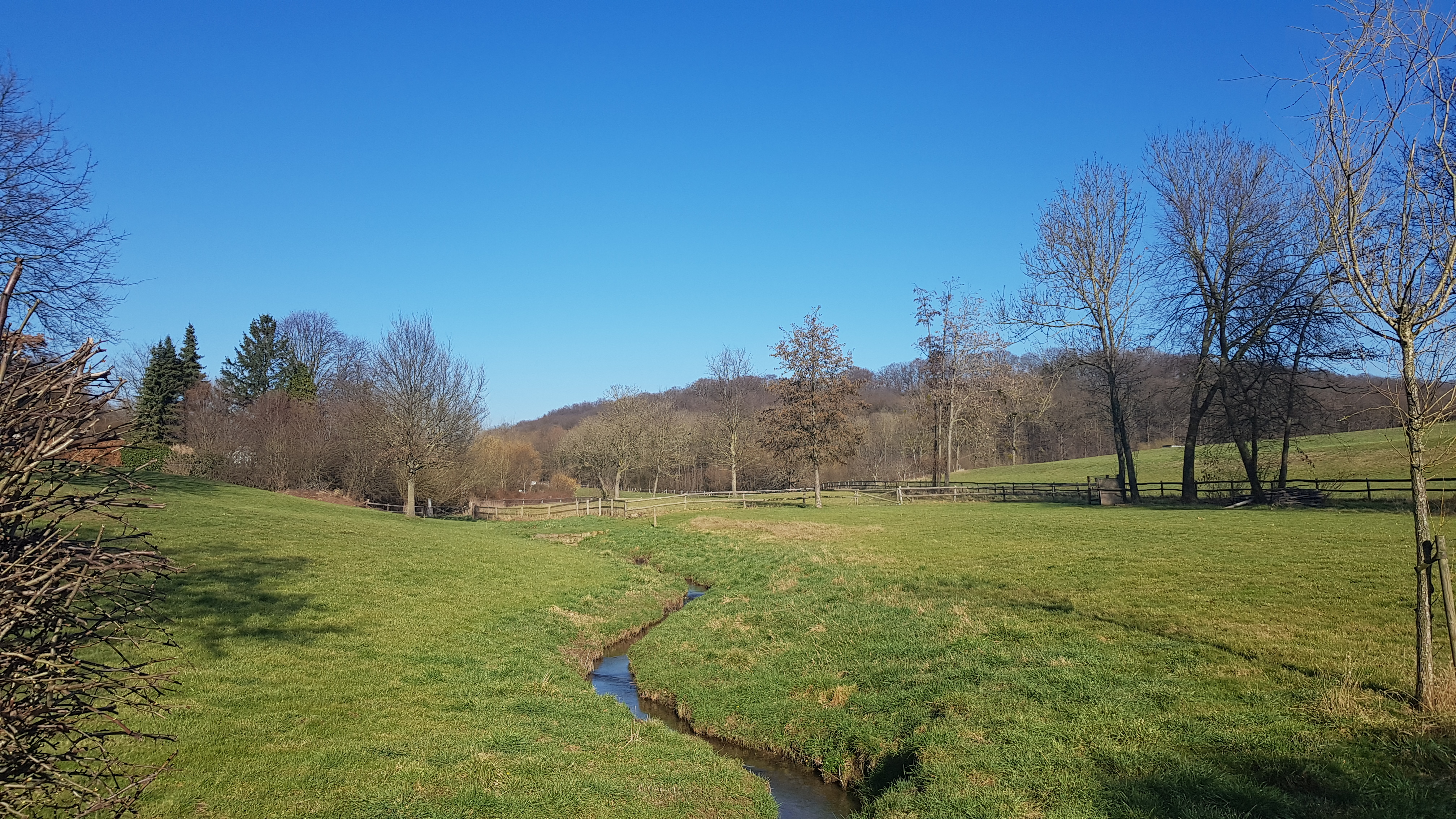
De beek bij Humcoven

De Watervalderbeek is een beek nabij Meerssen in het Watervalderbeekdal in Nederlands Zuid-Limburg in de gemeente Meerssen.
De beek vindt zijn oorsprong in een brongebied in het hellingbos op de Wijngaardsberg en loopt langs de buurtschappen Waterval en Humcoven om daar gevoed te worden door de Vliekerwaterlossing. Daarna mondt de beek uit in zuidwestelijke richting en meandert deze door de weilanden in de richting van Meerssen. In de kom van deze plaats stond vanouds de Pletsmolen op de beek, welke in 1955 werd gesloopt. Ter hoogte van de voormalige molen wordt de beek overkluisd en mondt vervolgens in de Geul uit.